# Bacia do Polo Sul-Aitken

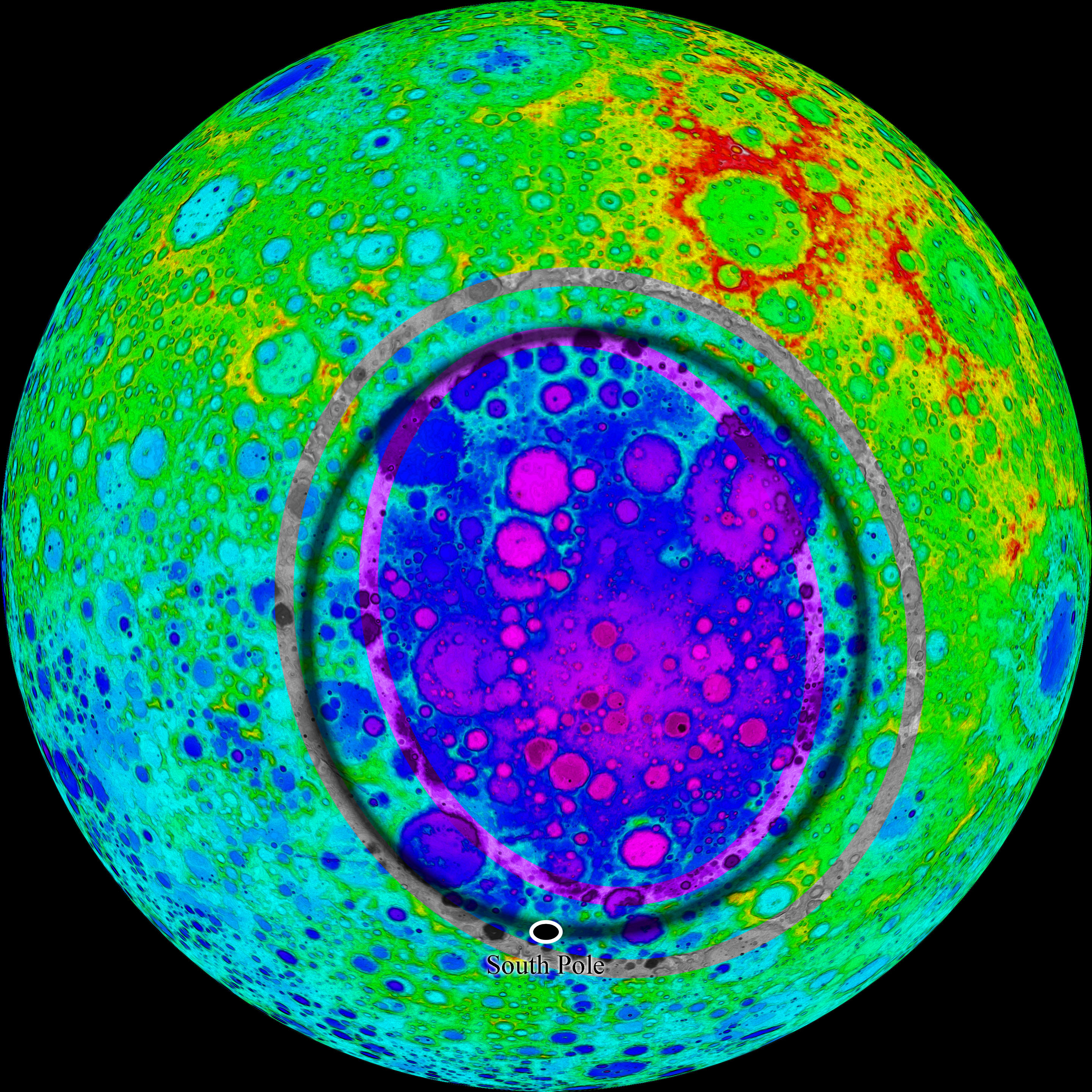
Mapa topográfico da Bacia do Polo Sul-Aitken baseado em dados da SELENE. O vermelho representa altitudes elevadas, enquanto o roxo representa regiões mais baixas. Os círculos elípticos roxo e vermelho traçam os limites interiores e exteriores da bacia.

A bacia do Polo Sul - Aitken é uma enorme cratera de impacto localizada no lado oculto da Lua. Com cerca de 2.500 km de diâmetro e 13 quilômetros de profundidade, é uma das maiores crateras de impacto conhecidas no Sistema Solar. É o maior, mais antigo e mais profundo depressão reconhecida na Lua. Foi nomeado por seus dois pontos em lados opostos; a cratera Aitken no extremo norte e o polo sul lunar, no outro extremo. A borda externa da bacia pode ser vista da Terra como uma enorme cadeia de montanhas localizadas no sul lunar, às vezes chamado de "montanhas Leibnitz ", embora este nome não seja considerado oficial pela União Astronômica Internacional.

## Descoberta
Já suspeitava-se da existência de uma grande depressão no lado oculto da Lua em 1962, com base em imagens das primeiras sondas lunares (ou seja, Luna 3 e Zond 3), mas não foi até a obtenção de uma fotografia total pelo Programa Lunar Orbiter, em meados da década de 1960, quando os geólogos conheceram o seu verdadeiro tamanho. Dados do altímetro a laser obtidos durante as missões Apollo 15 e 16 mostraram que a porção norte da bacia era muito profunda, mas esses dados só estavam disponíveis ao longo de rotas no solo do Módulo de Comando e Serviço Apollo, sendo que a topografia do resto da bacia permaneceu desconhecida. O primeiro mapa geológico completo mostrando os limites desta bacia, foi publicado em 1978 pelo Serviço Geológico dos Estados Unidos.

## Exploração
Em 3 de janeiro de 2019, a Chang'e 4, uma nave espacial chinesa, pousou na bacia, especificamente dentro de uma cratera chamada Von Kármán. Em maio de 2019, os cientistas anunciaram que uma grande massa de material havia sido identificada nas profundezas da cratera.
No dia 1 de junho de 2024, a Chang'e 6 pousou com sucesso na bacia, especificamente na cratera Apollo. A Chang'e 6 coletou aproximadamente 2kg amostras desta cratera e as retornou para a Terra.